# Viktorie Rybáková
Viktorie Rybáková (* 29. prosince 1961, Aš) je česká fotografka, výtvarnice a básnířka. Publikovala i pod pseudonymy Hortensie Hustolesová a Diamant Popelka.

## Životopis
Byla členkou Skupiny XXVI. Vytváří především tzv. grafické básně. Kromě svých vlastních ilustrovala básně Milana Ohniska nebo Svatavy Antošové. Kniha Jádro pudla v mrtvé kočce je dokonce komiksem. Své verše publikovala například v časopise A2. Sbírka Bílá růže na střence noci obsahuje všechny její předchozí sbírky z let 1993–2002. Autoři Panoramatu české literatury po roce 1989 její básnickou tvorbu definovali slovy: "Autorka přebírá to nejlepší z lidové tradice, v její poezii rezonuje ozvěna ruských bylin a pohádek, klíčovými tématy jsou láska a smrt."